# Alonso de la Torre y Berna
Alonso de la Torre y Berna   (Madrid, valor desconegut - c. 1649) va ser un religiós castellà.
Va néixer a Madrid, però era oriünd de Burgos. Era fill de Pedro de la Torre, regidor i procurador a les Corts per la ciutat de Burgos, i de María Antonia de Berna, senyora de la casa del seu cognom a Bilbao. Els seus germans van ser Antonio, cavaller de Calatrava, i Manuel de la Torre, ambdós al servei de la monarquia. Va ser membre del Col·legi Major Vell de Sant Bartomeu de la Universitat de Salamanca, elegit el 4 d'agost de 1635, on va llicenciar-se en Cànons. Allà va portar la càtedra de Instituta (1643) i la de Codi (1644). Va ser abat de les ermites de la catedral de Sevilla i abat de la col·legiata de Santander. Va anar a Roma el 1641 com a agent del rei, i pels serveis prestats el 1646 se li va atorgar la plaça d'oïdor de la Cancelleria de Valladolid i el 1649 un lloc al Consell dels Ordes. Va morir mentre tornava a la península per servir al consell. Algunes fonts expressen que va morir a Gènova i altres a Nàpols.